# Single Collection (Plastic Treeのアルバム)
『Single Collection』（シングル コレクション）は、Plastic Treeの通算2枚目のベスト・アルバム。2001年11月14日発売。発売元はワーナーミュージック・ジャパン。

## 概要
ワーナーミュージック・ジャパン在籍時のシングル曲、及びカップリング曲を収録したシングルコレクション。1stシングル『割れた窓』から、9thシングル『プラネタリウム』までのシングル表題曲全9曲に、カップリング曲6曲、未発表曲2曲を加えた17曲をリマスタリング収録されている。
インディーズレーベルからリリースされた10thシングル『散リユク僕ラ』と同時発売。
2006年9月6日に再発盤が発売された。

## 収録曲
1. 割れた窓 [3:34][1]
  - 作詞：竜太朗、作曲：正、編曲：Plastic Tree
  - 1stシングル。
2. 本当の嘘 [4:29][1]
  - 作詞：Ryutaro、作曲：Tadashi、編曲：Plastic Tree
  - 2ndシングル。
  - シングルバージョンではアルバム初収録。
  - テレビ東京系ドラマ『うしろの百太郎』1998年2-3月エンディングテーマ。
3. 絶望の丘 [4:37][1]
  - 作詞：Ryutaro、作曲：Tadashi、編曲：Plastic Tree & 西脇辰弥
  - 3rdシングル。
  - TOKYO FM『RADIO MAGAZINE WHAT'S IN?』テーマソング。
4. トレモロ [4:53][1]
  - 作詞：Ryutaro、作曲：Tadashi、編曲：Plastic Tree & 山口一久
  - 4thシングル。
  - シングルバージョンではアルバム初収録。
  - テレビ朝日系『Mew』1999年3月度オープニングテーマ。
5. Sink [4:55][1]
  - 作詞：Ryutaro、作曲：Tadashi、編曲：Plastic Tree & 成田忍
  - 5thシングル。
  - シングルバージョンではアルバム初収録。
  - よみうりテレビ・日本テレビ系全国ネットアニメ『金田一少年の事件簿』エンディングテーマ。
  - 日本テレビ系『音楽戦士 MUSIC FIGHTER』POWER PLAY。
6. ツメタイヒカリ [5:20][1]
  - 作詞：Ryutaro、作曲：Tadashi、編曲：Plastic Tree & 成田忍
  - 6thシングル。
  - アルバム初収録。
  - テレビ朝日系『神出鬼没!タケシムケン』2000年1-3月エンディングテーマ。
7. スライド. [4:21][1]
  - 作詞：Ryutaro、作曲：Tadashi、編曲：Plastic Tree & 成田忍
  - 7thシングル。
  - シングルバージョンではアルバム初収録。
  - テレビ朝日系『ミッドナイトマーメイド』エンディングテーマ。
  - 毎日放送『爆烈!シャンプー』エンディングテーマ。
8. ロケット [4:46][1]
  - 作詞：Ryutaro、作曲：Tadashi、編曲：Plastic Tree & 成田忍
  - 8thシングル。
  - TBS系『筋肉精鋭』エンディングテーマ。
9. プラネタリウム [3:49][1]
  - 作詞：Ryutaro、作曲：Tadashi、編曲：Plastic Tree & 成田忍
  - 9thシングル。
  - テレビ東京系『たけしの誰でもピカソ』エンディングテーマ。
10. 鳴り響く、鐘 [3:46][1]
  - 作詞：竜太朗、作曲：正、編曲：Plastic Tree
  - 1stシングル『割れた窓』カップリング曲。
  - アルバム初収録。
11. アブストラクト マイ ライフ [4:19][1]
  - 作詞・作曲：Tadashi、編曲：Plastic Tree
  - 2ndシングル『本当の嘘』カップリング曲。
  - アルバム初収録。
12. パノラマ [4:11][1]
  - 作詞：Ryutaro、作曲：Tadashi、編曲：Plastic Tree & 山口一久
  - 4thシングル『トレモロ』カップリング曲。
  - アルバム初収録。
13. 「月世界」 [3:47][1]
  - 作詞：Ryutaro、作曲：Tadashi、編曲：Plastic Tree & 山口一久
  - 4thシングル『トレモロ』カップリング曲。
  - アルバム初収録。
14. ブランコから [3:58][1]
  - 作詞：Ryutaro、作曲：Tadashi、編曲：Plastic Tree & 成田忍
  - 6thシングル『ツメタイヒカリ』カップリング曲。
  - アルバム初収録。
15. オルガン. [3:58][1]
  - 作詞：Ryutaro、作曲：Tadashi、編曲：Plastic Tree & 成田忍
  - 7thシングル『スライド.』カップリング曲。
  - アルバム初収録。
16. プラネタリウム ('98 Version) [4:03][1]
  - 作詞：Ryutaro、作曲：Tadashi、編曲：Plastic Tree & 西脇辰弥
  - ボーナストラック。9thシングル『プラネタリウム』の未発表テイク版[2]。
17. 液体 ('98 Version) [5:05][1]
  - 作詞：Ryutaro、作曲：Tadashi、編曲：Plastic Tree & 西脇辰弥
  - ボーナストラック。9thシングル『プラネタリウム』のカップリング曲「液体」の未発表テイク版[2]。